# بيلاتوس بي سي-12
بيلاتوس بي سي-12 (بالإنجليزية: Pilatus PC-12)‏ هي طائرة رحلات جوية للركاب والشحن، ذات محرك توربيني واحد. صنعت من قبل بيلاتوس للطائرات في سويسرا. السوق الرئيسي لها هو الشركات المشغلة للطائرات الإقليمية. كان أول طيران لها في 31 مايو 1991. دخلت الخدمة في 1994، ومازالت في الخدمة حتى الآن. صنع منها 1,400 . طائرة، وسعر الطائرة الواحدة منها هو 3.3 مليون دولار.

## المستخدمون
- القوات الجوية الأمريكية